# Saint-Denis-de-Vaux
Saint-Denis-de-Vaux este o comună în departamentul Saône-et-Loire, Franța. În 2009 avea o populație de 268 de locuitori.

## Evoluția populației
| An        | 1975 | 1982 | 1990 | 1999 | 2006 | 2009 |
| --------- | ---- | ---- | ---- | ---- | ---- | ---- |
| Populație | 190  | 194  | 204  | 245  | 261  | 268  |